# 1992 في سويسرا
فيما يلي قوائم الأحداث التي وقعت خلال عام 1992 في سويسرا.

## أفلام
من الأفلام التي صدرت هذه السنة في سويسرا:
- 1 يناير – فيديو بيني من إخراج مايكل هاينيكي.

## برامج ومسلسلات وأنمي
- بينغو

## مواليد

### يناير
- 7 يناير – لوريس بنيتو لاعب كرة قدم سويسري.
- 13 يناير – نسيم بن خليفة لاعب كرة قدم سويسري.
- 31 يناير – بنجامين سيغرست لاعب كرة قدم سويسري.

### فبراير
- 22 فبراير – هاريس سيفيروفيتش لاعب كرة قدم سويسري.

### مايو
- 20 مايو – أنيس كانتر لاعب كرة سلة تركي.
- 20 مايو – سيمون غريتير لاعب كرة قدم سويسري.
- 29 مايو – سارة موندير لاعبة كرة مضرب سويسرية.

### أغسطس
- 8 أغسطس – يوسيب درميتش لاعب كرة قدم سويسري.
- 12 أغسطس – تيو جيورجيو
- 25 أغسطس – ريكاردو رودريغيز لاعب كرة قدم إسباني.

### سبتمبر
- 2 سبتمبر – زينيا كنول لاعبة كرة مضرب سويسرية.
- 27 سبتمبر – غرانيت جاكا لاعب كرة قدم سويسري.

### أكتوبر
- 16 أكتوبر – فيكتوريا غولوبيتش لاعبة كرة مضرب سويسرية.

### نوفمبر
- 20 نوفمبر – فريدي فيسيلي لاعب كرة قدم سويسري.

### ديسمبر
- 19 ديسمبر – رافاييل سبايغل لاعب كرة قدم سويسري.

## وفيات

### يناير
- 1 يناير – جورج بوشات (مواليد 1910) رجل أعمال فرنسي.
- 28 يناير – كونو ريبر (مواليد 1922) كاتب سويسري.

### أبريل
- 8 أبريل – دانيال بوفه (مواليد 1907) عالم أدوية إيطالي سويسري.

### أغسطس
- 29 أغسطس – هيني هديجر (مواليد 1908)